# Tufahija
Tufahija, (arapski تفاح (tuffàh) - jabuka), bosanskohercegovačka nacionalna slastica podrijetlom iz Perzije. U Bosnu i Hercegovinu je najvjerojatnije došla s Osmanlijama. Tufahija je slatko jelo od kuhanih jabuka čvršće konzistencije punjenih finom kremom od mljevenih oraha ili badema, slatkog vrhnja i šećera, ukrašeno tučenim slatkim vrhnjem i višnjom na samom vrhu (alternativa: džem od marelica ili neki drugi).

## Priprema
Ogule se jabuke, izvade sjemenke i skuhaju u slatkoj vodi uz dodatak limuna. Maslac se pjenasto izmiješa, dodaju mljeveni bademi ili orasi, malo mljevene kave i istučeni bjelanjak, te malo slatkog vrhnja i od svega se napravi ujednačena masa. 
Jabuke se napune ovim nadjevom, preliju šećernim sirupom i ukrase tučenim slatkim vrhnjem, na koje se stavlja višnja ili trešnja. Tufahije se služe hladne.